# مرز پرتغال و اسپانیا
مرز پرتغال و اسپانیا (اسپانیایی: Frontera entre España y Portugal‎) مشهور به نواره (انگلیسی: The Stripe) یکی از قدیمی‌ترین مرزهای ژئوپلیتیکی در جهان است. مرزبندی کنونی تقریباً مشابه آن چیزی است که در سال ۱۲۹۷ توسط «معاهدهٔ آلکانیسس» تعریف شد. مرز پرتغال-اسپانیا ۱۲۳۴ کیلومتر طول دارد و طولانی‌ترین مرز بدون وقفه در اتحادیه اروپا است که از ۲۶ مارس ۱۹۹۵ (تاریخ اجرایی توافق‌نامه شنگن)، با چند استثناء موقت، مانند قرنطینه سال ۲۰۲۰ ناشی از دنیاگیری کووید-۱۹، بدون کنترل مرزی است.
پیش از این یک کشورک در مرز این دو کشور به نام کوتو میستو وجود داشت.

## استان‌ها و نواحی مرزی
نواحی در سمت پرتغالی مرز از شمال به جنوب:
- ناحیه ویانا دو کاستلو (منطقه شمالی، پرتغال)
- ناحیه براگا (منطقه شمالی، پرتغال)
- ناحیه ویلا خیال (منطقه شمالی، پرتغال)
- ناحیه براگانسا (منطقه شمالی، پرتغال)
- ناحیه گاردا (منطقه مرکزی، پرتغال)
- ناحیه کاستلو برانکو (منطقه مرکزی، پرتغال)
- ناحیه پورتالگر (آلنتیژو)
- ناحیه اوورا (آلنتیژو)
- ناحیه بجا (آلنتیژو)
- ناحیه فارو (آلگاروه)

استان‌ها در سمت اسپانیایی مرز از شمال به جنوب:
- استان پنتبدرا ( گالیسیا)
- استان اورنسه ( گالیسیا)
- استان سامورا ( کاستیا و لئون)
- سالامانکا ( کاستیا و لئون)
- استان کاسرس ( اکسترمادورا)
- استان باداخس ( اکسترمادورا)
- استان اوئلوا ( اندلس)